# 森林田鼠族
森林田鼠族（学名：Myodini）是啮齿目仓鼠科䶄亚科（田鼠亚科）的一个族，以䶄属（Myodes）作为族模。森林田鼠族广泛分布于古北界和东洋界，常见于农田、城市和林区环境，种群数量大，鼠害威胁严重。
本族族内系统发育关系还存在争论，一般包含以下五属：
- 高山䶄属（Alticola）
- 绒䶄属（Caryomys）
- 绒鼠属（Eothenomys）
- 长腿䶄属（Hyperacrius）
- 䶄属（Myodes）